# Stadtschule (Weißenfels)

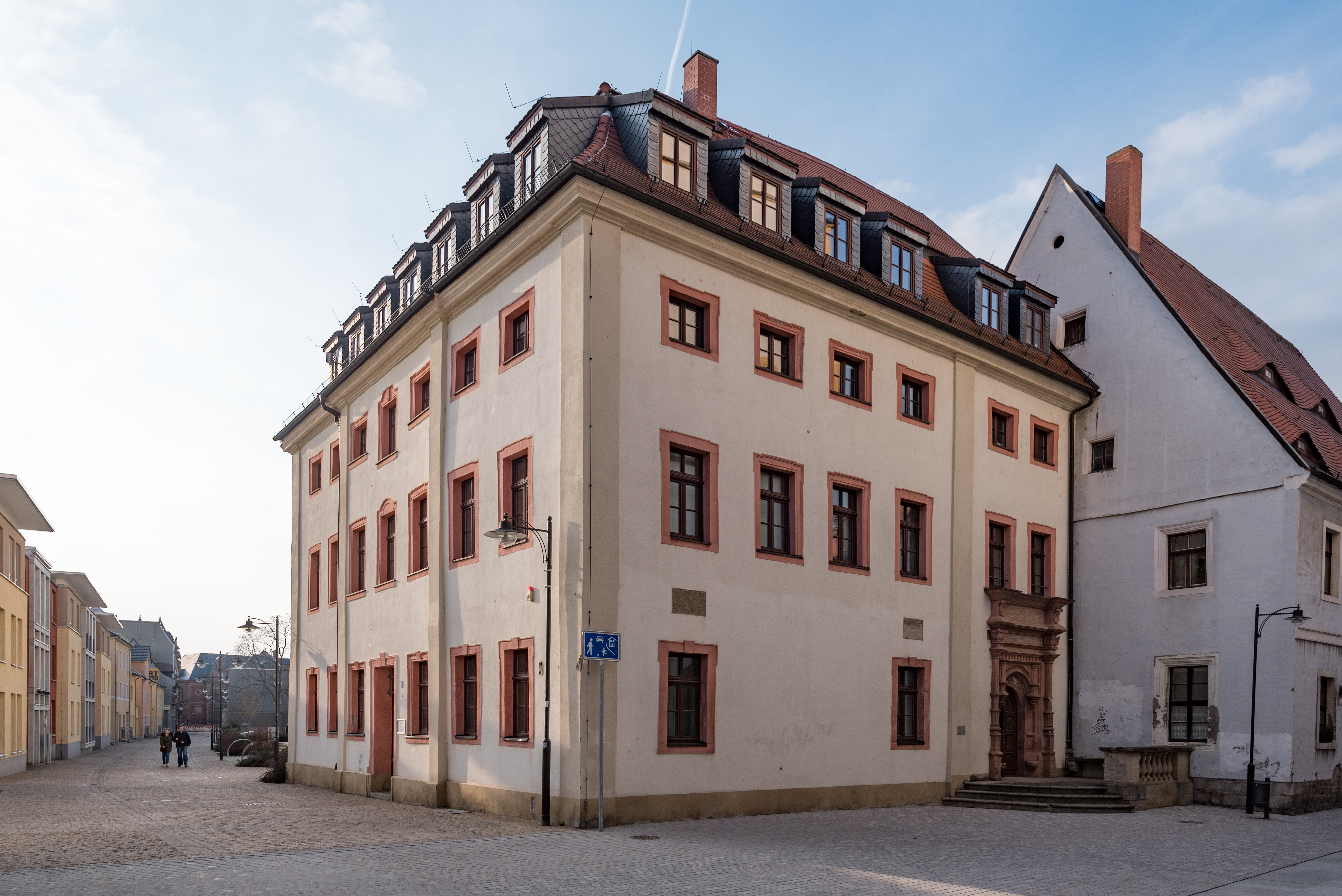
Stadtschule Weißenfels

Die Stadtschule ist ein denkmalgeschütztes Bauwerk in der Stadt Weißenfels in Sachsen-Anhalt. Im örtlichen Denkmalverzeichnis ist sie unter der Erfassungsnummer 094 00604 als Baudenkmal verzeichnet. Darüber hinaus gehört sie auch zum Denkmalbereich Marienstraße mit der Erfassungsnummer 094 00347.

## Geschichte
Bei dem heutigen Gebäude handelt es sich um einen Neubau im barocken Stil, der vom Stadtbaumeister Johann Christoph Schütze 1718 errichtet wurde. Das ursprünglich 1553 im Renaissance-Stil errichtete Gebäude wurde 1718 durch einen Stadtbrand zerstört, der auch das Rathaus und die Kirche St. Marien sowie weitere Gebäude der Marienstraße zerstörte. Das Sitznischenportal stammt von einem Vorgängerbau aus dem Jahr 1539, einer an gleicher Stelle errichteten Lateinschule.
Das Gebäude wird heute noch durch die Stadtverwaltung genutzt.

## Architektur
Über dem Portal befindet sich eine lateinische Inschrift. Das Gebäude ist mit einer Vielzahl an Ornamenten verziert, wie Zahnschnitt, Akantusblatt, Efeu, Eichenlaub, Kassetten, Rosetten, Farnranken, Dorische Halbsäulen, Eierstabreihen und Perlschnurbänder.